# アース・モンダミンカップ
アース・モンダミンカップは、オーラルケア製品「モンダミン」など殺虫剤や家庭用品を製造・販売するアース製薬の主催、日本女子プロゴルフ協会の公認により、千葉県袖ケ浦市にあるカメリアヒルズカントリークラブで開催されている女子プロゴルフトーナメントである。

## 概要
2012年の第1回大会は3日間競技での開催であったが、2013年の第2回大会から4日間大会に変更された。
2021年からは公式戦を除くレギュラーツアー最高となる賞金総額3億円、優勝賞金5400万円で施行されている。2020年大会は新型コロナウイルス感染拡大防止対策による影響で無観客開催として行ったが、主催者はマスコミなど入場禁止の非公開で実施した。
日本の女子プロゴルフツアーでは「日本女子オープン」と同様に72ホールストロークプレーを完全施行するべく予備日が設けられている大会でもあり、2020年に大会史上初めて予備日を用いて全日程を消化した。72ホール完遂にこだわるのは大会主催のアース製薬でゴルフ関連事業を統括するCGO（チーフ・ゴルフ・オフィサー）の松下弘征が「72ホールやれば実力のある者が（上位に）出てくる。全員の力をいかんなく発揮してもらいたい。この時期はどうしても雨の順延が考えられるので、少しでも公平にするために予備日が必要なんです」と説明している。2024年も2日目悪天候、3日目日没サスペンデッドの為、最終日に第3ラウンドの残りと最終ラウンドの消化を予定していたが、早朝から強い雨が降り続いてコースコンディションが悪化し、「嵐の中でやった人と、晴天無風でやった人ではどうしても不公平になる」と主催のアース製薬が早々に予備日の使用を決めた。

## 歴代優勝者
| 開催回 | 開催年 | 優勝者名   | スコア | 備考 |
| ------ | ------ | ---------- | ------ | --- |
| 第1回  | 2012年 | 服部真夕   | -15    | この年のみ3日間競技で開催。 |
| 第2回  | 2013年 | 堀奈津佳   | -21    | この年より4日間競技となる。 |
| 第3回  | 2014年 | 酒井美紀   | -17    | アン・ソンジュ（ 韓国）とのプレーオフを制す。 |
| 第4回  | 2015年 | イ・ボミ   | -14    | 李知姫（ 韓国）とのプレーオフを制す |
| 第5回  | 2016年 | イ・ボミ   | -20    | 大会連覇 |
| 第6回  | 2017年 | 鈴木愛     | -18    | |
| 第7回  | 2018年 | 成田美寿々 | -17    | |
| 第8回  | 2019年 | 申智愛     | -15    | 4日間完全優勝を果たす |
| 第9回  | 2020年 | 渡邉彩香   | –11    | 新型コロナウイルス流行の影響により、この年のJLPGAシーズン開幕戦として開催。 悪天候の影響により月曜日の予備日を用いて最終日の競技を施行。鈴木愛とのプレーオフを制す。 |
| 第10回 | 2021年 | 菊地絵理香 | -20    | 4日間完全優勝でツアー4年ぶりの優勝を飾る。 |
| 第11回 | 2022年 | 木村彩子   | –4     | ツアー初優勝 |
| 第12回 | 2023年 | 申智愛 (2) | –13    | 岩井明愛とのプレーオフを制す |
| 第13回 | 2024年 | 小祝さくら | –16    | 2日目が悪天候 、3日目が日没サスペンデッド。 悪天候の影響により月曜日の予備日を用いて最終日の競技を施行。                                                             |
| 第14回 | 2025年 | 佐久間朱莉 | -11    | |

## テレビ・インターネット中継
2012年 - 2019年まで地上波放送は最終日の模様をテレビ朝日系列24局ネットで放送。またBSデジタル放送のBS朝日では大会3日目までは午後の生放送を実施。2014年以降、最終日は地上波とのリレー放送を実施している。
また朝日放送グループホールディングス傘下のCS放送・スカイAでは大会4日間を『スカイA ゴルフシリーズ』（2015年までは『全部見せます!ゴルフシリーズ』のタイトルで放送）として前半9ホールの模様を放送。更に後日リピート放送も行われる。
しかし、2020年はテレビ朝日がテレビ中継から撤退したため、代替として公式のYouTubeチャンネルにてインターネット中継を実施。4日間合計で677万3987回視聴されたことが主催者から発表された。2021年はU-NEXTにて有料配信を行い、計7チャンネルによるマルチアングルや見逃し配信にも対応した。
2022年は3年ぶりにテレビ中継が再開され、ジャパネットホールディングス傘下の無料BS放送局BSJapanextでディレイ放送された。
2024年はBSJapanextに加え、BS11でも決勝ラウンド（3日目）のダイジェスト放送を行った。